# Багдасарян Оганес Мнацаканович
Оганес Мнацаканович Багдасарян (нар. 21 квітня 1914, село Айренац, тепер марз Ширак, Вірменія — 1997, місто Єреван, тепер Вірменія) — радянський діяч, 2-й секретар ЦК КП Вірменії. Член Бюро ЦК КП Вірменії в 1961—1966 роках. Член Центральної Ревізійної Комісії КПРС у 1961—1966 роках. Депутат Верховної ради Вірменської РСР 4-го, 7—11-го скликань. Депутат Верховної ради СРСР 5—6-го скликань. Доктор історичних наук.

## Життєпис
У 1934—1940 роках — інструктор, завідувач відділу Ленінаканської міської газети «Банвор» Вірменської РСР.
Член ВКП(б) з 1939 року.
У 1939 році закінчив Єреванський державний педагогічний інститут імені Х. Абовяна.
У 1940—1943 роках — відповідальний редактор Ленінаканської міської газети «Банвор» Вірменської РСР, завідувач відділу агітації і пропаганди Ленінаканського міського комітету КП(б) Вірменії.
У 1943—1945 роках — секретар Ленінаканського міського комітету КП(б) Вірменії, 1-й секретар Ахурянського районного комітету КП(б) Вірменії.
У 1945—1947 роках — слухач Вищої школи партійних організаторів при ЦК ВКП(б).
У 1948—1951 роках — редактор газети «Советакан Айастан» («Радянська Вірменія»).
У 1951—1953 роках — у Міністерстві культури Вірменської РСР.
У 1953—1957 роках — редактор газети «Советакан Айастан» («Радянська Вірменія»).
У 1957 — 10 лютого 1961 року — 1-й секретар Єреванського міського комітету КП Вірменії.
10 лютого 1961 — 3 березня 1966 року — 2-й секретар ЦК КП Вірменії.
5 березня 1966 — 18 грудня 1967 року — міністр культури Вірменської РСР.
У грудні 1967—1985 роках — заступник голови Президії Верховної ради Вірменської РСР.
З 1986 року — голова Термінологічного комітету при Раді міністрів Вірменської РСР.
Потім — на пенсії в місті Єревані. Помер у 1997 році в місті Єревані.

## Нагороди
- два ордени Трудового Червоного Прапора
- медалі